# Historia de la animación coreana
La historia de la animación coreana comenzó con personajes japoneses y estadounidenses dominando la industria. El primer personaje animado con sonido fue creado en 1936. El primer estudio de animación coreano abrió en Pyongyang en 1948. El primer personaje animado de largometraje apareció en 1967. Dooly el pequeño dinosaurio revolucionó el mercado de personajes en 1987. A medida que aparecieron personajes de animación específicos de Corea, el mercado de personajes coreanos continuó creciendo. Desde entonces, las franquicias de personajes coreanos incluso han exportado sus personajes a otros países.

## Historia

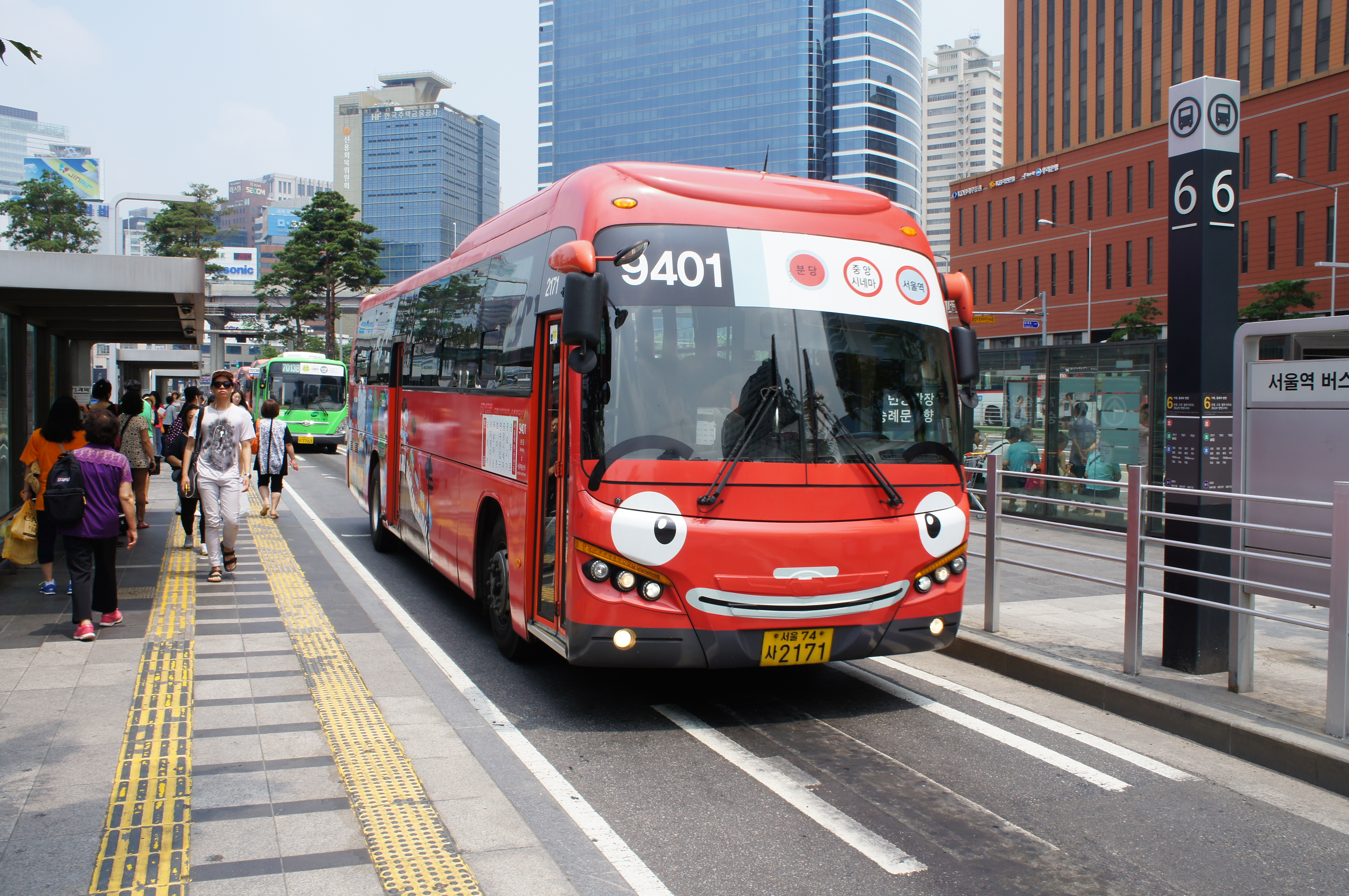
Autobús Tayo 'Gani'

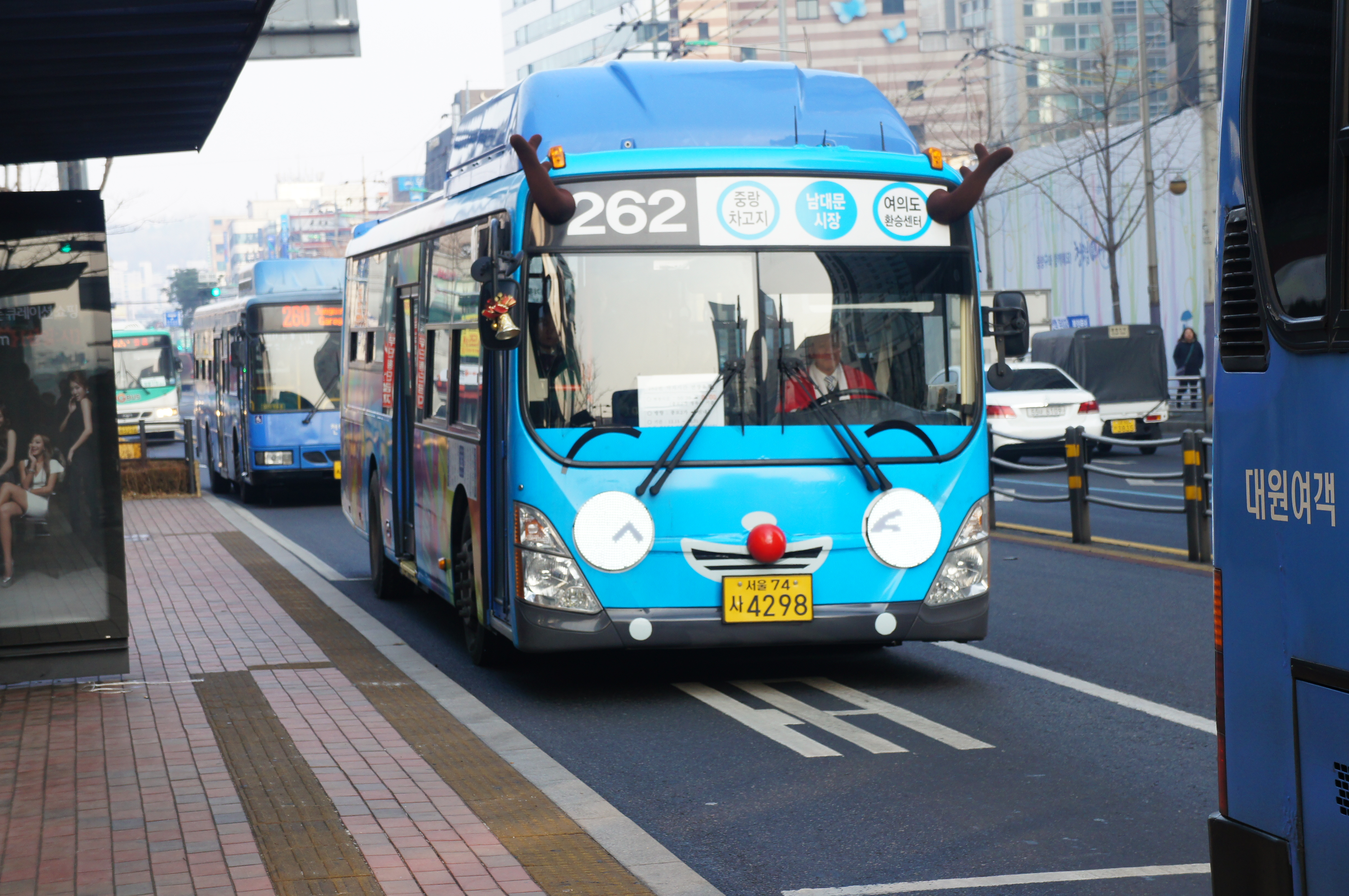
Autobús Tayo 'Rudolph'

Según los registros, el primer personaje animado con sonido fue 'Gaekkum' (개꿈), que fue creado en 1936. Antes de la división de las dos Coreas, el estudio de animación de Pyongyang abrió sus puertas en 1948. Ese mismo año, la región norte del paralelo 38 se convirtió en una república comunista.

### Corea del Sur
Antes de la década de 1960, la animación coreana sólo existía para publicidad comercial. Mun Dalbu creó un exitoso comercial animado para Lucky Toothpaste, transmitido por HLKZ TV en 1956. Después de eso, la animación fue ampliamente utilizada en la publicidad coreana. Shin Dong-hun y su aprendiz Nelson Shin son los principales animadores de este período, utilizando técnicas limitadas debido a la situación política y la falta de escuelas de animación.
Gaemi Wa Bechangi (La hormiga y el saltamontes), realizada por los animadores Jeong Do-bin, Han Seong-hak y Park Young-il, fue la primera película de animación independiente del país. Primer largometraje de animación, ko (홍길동), fue producida por Segi Company y animada por Shin Dong-heon en 1967. Shin hizo otra película animada, Hoppie y Chadolbawee (1967), pero como no tuvo el mismo éxito, Shin abandonó la animación.
En 1987, Dooly the Little Dinosaur se emitió por primera vez como un programa de televisión de seis partes, y en 1988 se emitieron otras siete partes. En 1995, Kim Soo-jung, su creador, fundó una empresa llamada 'Dooly World' y entró en la industria del diseño de personajes. Al año siguiente se estrenó la película animada 'Dooly the Little Dinosaur'. En los 30 años transcurridos desde el lanzamiento de Dooly, el pequeño dinosaurio, su mercado relacionado generó entre 2 y 3 mil millones de wones por año (aproximadamente entre 1,7 y 2,7 millones de dólares en julio de 2018). Esto allanó el camino para el mercado de personajes en Corea.
En 2003, Pororo, el pequeño pingüino (뽀롱뽀롱 뽀로로) se emitió en EBS y se convirtió en la nueva representación de los personajes de animación coreanos. Pororo se emitió en 127 países de todo el mundo y fue la primera animación nacional en firmar un contrato directamente con Walt Disney Animation Studios. Se estimó que el valor de su marca valía 850 mil millones de wones (equivalente a 892,76 mil millones de wones o 789,76 millones de dólares estadounidenses en 2017) y su impacto económico ascendió a 5,7 billones de wones (equivalente a 5,99 billones de wones o 5,3 mil millones de dólares estadounidenses en 2017) 5,7 billones de wones. en 2013.
A partir de 2015, muchas otras animaciones nacionales coreanas han ganado popularidad, como Tobot (변신자동차 또봇), Larva (라바) y Tayo the Little Bus (꼬마버스 타요).
La serie animada Larva registró 10.000 millones de wones (equivalentes a 10.500 millones de wones o 9,29 millones de dólares estadounidenses en 2017) en ventas en 2013. Además, personajes nacionales como Tayo the Little Bus han obtenido ventas considerables gracias al apoyo de los niños pequeños.

### Corea del Norte
Desde 1948 hasta la década de 1980, el estudio de animación de Pyongyang produjo más de doscientas películas. En la década de 1980, el estudio empleaba a unos seiscientos trabajadores y veinte directores de animación. Además de las producciones locales, SEK Studio (el principal productor de animación de Corea del Norte) ha estado brindando servicios de animación para clientes extranjeros en Italia, España, Francia, China, Rusia, Japón e indirectamente para los Estados Unidos. En 2024, una filtración de un servidor reveló que SEK Studio había trabajado en animaciones estadounidenses como Invincible e Iyanu: Child of Wonder, a pesar de que las sanciones estadounidenses contra Corea del Norte hacían ilegal dicho trabajo . 

## Transición en los métodos de producción de personajes.
En las décadas de 1980 y 1990, los personajes de dibujos animados se expandieron principalmente porque los cómics se hicieron populares.
Entre 2000 y 2010, los personajes Flash se volvieron frecuentes en Corea porque facilitaban la producción. El escalado no afecta la calidad y los archivos son mucho más pequeños, lo que aumenta la velocidad de transmisión.
Más adelante en la década, las animaciones 3D se realizaron principalmente con el software 3D STUDIO MAX o MAYA  y sus costos de producción son mucho mayores que los de las animaciones Flash 2D.